# ديريك ماركس
ديريك ماركس (14 سبتمبر 1993 بشيكاغو في الولايات المتحدة - ) (بالإنجليزية: Derrick Marks)‏ هو لاعب كرة سلة أمريكي في مركز مدافع مسدد الهدف.

## وصلات خارجية
- ديريك ماركس على موقع كرة السلة الأوروبية.كوم (الإنجليزية)
- ديريك ماركس على موقع كلية كرة السلة في سبورتس رفرنس.كوم (الإنجليزية)
- ديريك ماركس على موقع ريلجم (الإنجليزية)
- ديريك ماركس على موقع بروبوليرز (الإنجليزية)
- ديريك ماركس على موقع سبورتس رفرنس (الإنجليزية)